# Nordisk Film+
Nordisk Film+ er en streamingtjeneste, der er udviklet og ejet af det danske medieselskab Nordisk Film, som er en del af Egmont-koncernen.Tjenesten giver adgang til et stort udvalg af film, primært fra Danmark. Nordisk Film+ blev lanceret den 22. september 2022. Filmudvalget skifter løbende, og der roteres mindst syv titler om ugen, mens nye film kommer på Nordisk Film+ cirka tre år efter deres biografpremiere.

## Platforme
Nordisk Film+ kan benyttes på følgende platforme:
- Webbrowser på PC og Mac
- Mobilapps til iOS og Android
- SmartTV (LG & Samsung)
- AndroidTV
- AppleTV
- Chromecast
- AirPlay